# Чёрный котёл (мультфильм)
«Чёрный котёл» (англ. The Black Cauldron) — 25-й полнометражный мультипликационный фильм в жанре фэнтези по одноимённому роману Ллойда Александера, созданный киностудией Уолта Диснея и вышедший в 1985 году. Снят в довольно мрачной манере, чем нарушает общую атмосферу диснеевских мультфильмов. В то же время сам Ллойд Александер сказал в одном из интервью, что фильм совсем не напоминает его произведение, хотя и признал, что посмотрел с удовольствием, выразив надежду, что зрители прочтут книгу, в которой заложена гораздо большая глубина.
Режиссёрами выступили Тед Берман и Ричард Рич, которые ранее также вместе работали над фильмом «Лис и пёс». Производство началось в 1980 году, когда Джо Хэйл был назначен продюсером по предложению Рона Миллера.
В создании участвовали более 300 человек, фильм содержал около 120 тысяч кадров. Одним из аниматоров являлся Тим Бёртон, но его рисунки не прошли внутреннюю цензуру и не использовались. Ранние концепт-арты сделал Андреас Дежа. Дизайнером персонажей специально был приглашён Милт Каль. Идеи для сюжета предложили Джон Маскер и Рон Клементс, однако их отстранили.
«Черный котёл» был первым анимационным фильмом Диснея, в котором использовались компьютерная графика и звук Dolby Stereo, первый получил рейтинг PG и применял 70-мм киноплёнку со времён «Спящей красавицы» (система «Technirama»). Это также самая дорогая лента, снятая студией на тот момент. Низкие кассовые сборы едва не поставили компанию на грань банкротства. За грандиозную неудачу Ричард Рич был уволен.

## Сюжет
Действие разворачивается в вымышленной стране Приде́йн.
Главный герой — мальчик-свинопас Та́ран, мечтающий стать великим воином и защитником родного Придейна. Его соперник — злой и могущественный Рогатый Король, вознамерившийся завладеть Чёрным котлом и с помощью заключённой в нём силы воскресить армию нежити и покорить мир. Однако найти котёл — непростая задача. Его местонахождение может указать волшебная свинка Хен Вен, живущая у старого волшебника Да́ллбена. Узнав о намерениях Рогатого Короля, Даллбен поручает Тарану отвести свинку в надёжное место. По дороге Таран теряет Хен Вен, и начинаются его приключения.
Он попадает в замок Рогатого Короля и находит там свинку. Там же Таран знакомится с принцессой Айло́нви и менестрелем Ффлю́ддуром Ффламом, и они вместе выбираются из замка. В лесу они встречаются с Гу́рги. Они находят Чёрный котёл, который вскоре захватывает Рогатый Король. Последний воскрешает армию мёртвых, но Гурги лишает котёл злой силы, жертвуя своей жизнью и прыгая в него. В результате Рогатый Король погибает. Таран предлагает ведьмам, у которых они обменяли волшебный меч на котёл, сделку: котёл взамен на Гурги. Ведьмы соглашаются и оживляют Гурги.

## В ролях
- Грант Бардсли — Таран
- Сьюзан Шеридан — принцесса Айлонви
- Найджел Хоторн — Ффлюддур Ффлам
- Джон Байнер — Гурги/Доли
- Фредди Джонс — Доллбен
- Джон Хёрт — Рогатый Король
- Фил Фондакаро — Крипер
- Артур Мэлет — король Айдиллег
- Эдель Мэлис-Морей — Орвен
- Билли Хэйс — Оргок
- Ида Райс Мэрин — Ордду
- Джон Хьюстон — рассказчик

## Выпуск и трансляция
В 1990 году мультфильм был показан в некоторых американских кинотеатрах (Сейлем, Портленд, Мадисон, Висконсин, Лас Вегас) под названием Taran and the Magic Cauldron
Долгое время, ввиду коммерческого провала, «Чёрный котёл» не выходил на видеоносителях. В 1998 году в США и Канаде мультфильм был выпущен на VHS изданием Walt Disney Masterpiece Collection в системе NTSC.
В 2000 году в США выпущен на VHS изданием Walt Disney Gold Collection, а также на DVD в формате 2,35:1 и со звуковой дорожкой Dolby Digital 5.1.
В 2008 году «Чёрный котёл» получил прокатное удостоверение в России и возрастное ограничение 12+, выпуском занималась «Уолт Дисней Компани СНГ». Показ осуществлял Канал Disney.
Юбилейное издание в честь 25-летия появилось в 2010 году. Дополнительные материалы: галерея, удалённая сцена The Fair Folk на 9:50 минут (Таран и его друзья идут спасать свинью и попадают в пещеру, где эльфы рассказывают, что магический артефакт находится в болотах Морвы), квест «Найди Чёрный котёл», «Игра с ведьмами», короткометражный мультфильм «Кошелёк или жизнь».
Amazon Prime Video распространяет HD-версию в 1080p и 4K UHD. Также это доступно для подписчиков сервиса Disney+. 4 мая 2021 года мультфильм был выпущен на Blu-ray в формате 2,35:1 и со звуком DTS-HD Master Audio 5.1 как эксклюзив Disney Movie Club. Редкость заключается в том, что сохранена исходная зернистость. Большинство современных новоделов могут исказить старое изображение, но здесь этого не случилось. Проблем с кодированием нет, качество оригинальной плёнки сохранено. Фоны выглядят отлично. Насыщенный цвет придаёт дополнительную выразительность, от оливково-зелёного до красного, превосходя DVD. «Чёрный котёл» является одним из самых мрачных анимационных проектов Диснея, поэтому тени глубокие и поглощающие окружение. Звук DTS-HD Master Audio 5.1 напоминает о стерео первоисточника (резкие голоса, переходы, задняя сцена, канал низкочастотных эффектов). Дополнения те же: удалённый эпизод и короткометражный фильм.

## Музыка
| №   | Название                     | Длительность |
| --- | ---------------------------- | ------------ |
| 1.  | «Prologue»                   | 1:07         |
| 2.  | «Dalben and the Warrior»     | 3:55         |
| 3.  | «A Special Pig and a Vision» | 2:43         |
| 4.  | «Journey»                    | 3:33         |
| 5.  | «Gurgi»                      | 4:33         |
| 6.  | «Decision»                   | 2:29         |
| 7.  | «Belly Good»                 | 1:08         |
| 8.  | «The Horned King»            | 1:20         |
| 9.  | «A Second Vision»            | 2:20         |
| 10. | «First Chase»                | 1:37         |
| 11. | «Eilonwy»                    | 1:57         |
| 12. | «Rats and Tombs»             | 2:22         |
| 13. | «Escape»                     | 1:45         |
| 14. | «Second Chase»               | 4:00         |
| 15. | «In The Forest»              | 1:28         |
| 16. | «Apology»                    | 3:18         |
| 17. | «Whirlpool»                  | 2:13         |
| 18. | «Fairfolk»                   | 3:10         |
| 19. | «Incantation»                | 1:52         |
| 20. | «Morva»                      | 3:54         |
| 21. | «The Deal»                   | 0:56         |
| 22. | «Surrender»                  | 0:57         |
| 23. | «Disappointment»             | 1:51         |
| 24. | «Confidence»                 | 2:04         |
| 25. | «Cauldron Born»              | 3:31         |
| 26. | «Sacrifice»                  | 2:15         |
| 27. | «Destruction»                | 2:33         |
| 28. | «He's Gone»                  | 2:00         |
| 29. | «Bubble Up»                  | 0:43         |
| 30. | «Xchange»                    | 1:32         |
| 31. | «Gurgi Lives»                | 2:07         |
| 32. | «End Titles»                 | 4:01         |

Саундтрек вышел в 1985 году на LP, CD и MC, но на них были не оригинальные композиции, а перезапись, сделанная Бернстайном совместно с симфоническим оркестром Юты. Первоначальные мелодии изданы только в 2012 году после заключения договора между Диснеем и лейблом Intrada Records, альбом оказался почти в 1,5 раза длиннее. В мультфильме нет песен.

## Компьютерная игра
В 1986 году компания Sierra Entertainment выпустила одноимённую приключенческую игру (ведущий разработчик — Эл Лоу). Сюжет, будучи близким к фильму, может развиваться в зависимости от действий игрока, что в свою очередь приводит к различным концовкам. Игровой процесс похож на другие приключенческие игры Sierra того времени, например, Space Quest II: Vohaul’s Revenge или King’s Quest III: To Heir Is Human.

## Отзывы и критика
Metacritic дал 59 баллов из 100 возможных на основании 16 рецензий. На Rotten Tomatoes рейтинг составляет 54 % с учётом 35 критических обзоров. Сайт Collider представил рейтинг из 57 полнометражных фильмов Disney. «Чёрный котёл» занял 51 место. Афиша Daily включил «Чёрный котёл» в список 5 незаслуженно забытых мультфильмов «Дисней». В анимационном плане заметно влияние «Властелина колец», «Робина Гуда», «Меча в камне» и «Спящей красавицы». Эту работу можно считать фильмом ужасов, в чём и заключается причина его провала, а сцена с мертвецами напоминает старые зомби-хорроры. «Чёрный котёл» не только не смог окупить затраты на производство, но и не стал классикой, как «Бразилия», вышедшая также в 1985 году. Более того, ленту назвали «самым дном ущелья».
Роджер Эберт оценил положительно — 3,5 из 4 звёзд. По его мнению, лучшими анимационными произведениями Диснея были не невинные детские развлечения, а душераздирающие истории о гибели и одержимости. Достаточно вспомнить об «Острове потерянных мальчиков» в «Пиноккио» или о том, что случилось с матерью Бэмби. «Чёрный котёл» — это фильм-квест, захватывающая история, но не воспринимаемая серьёзно. В определённой степени он напоминает «Звёздные войны» и «Индиана Джонс: В поисках утраченного ковчега». Подобные вещи нужно рассказывать с полной уверенностью, иначе они потеряют свою страсть. Лучшие персонажи — Рогатый Король с голосом Джона Хёрта и Гурги. Главный герой Таран им проигрывает. Существенным минусом было то, что кинокритик не читал «Хроники Придейна», о чём упомянул в рецензии.
Уолтер Гудман из The New York Times написал, что проблема в глазах смотрящего — «Чёрный котел» не для молодых и не для взрослых. Вполне возможно, мультфильм подходит для маленьких детей. Таран делает всё, что требуется от героя Диснея: глуп и дерзок, ему очень повезло, и он становится лучшим в своих приключениях. Принцесса говорит, что парень скучный, но она и сама не подарок. Злодеи и их владения оказались лучше и веселее, чем положительные персонажи. Злодейство, кажется, вдохновляет аниматоров. Джон Хёрт голосом преисподней устрашает Тарана: «Я полагаю, мой мальчик, ты хранитель этой ясновидящей свиньи».
Пол Аттанасио в обзоре The Washington Post представил «Чёрный котел» как своего рода «Конан-разрушитель-младший», по формуле: соберите отряд, проникните на запретный остров, верните Грааль, наблюдайте за разрушением замка. Временами появляется весёлый дух Хеллоуина. Можно было использовать больше сюжетных поворотов, но, как и многие из диснеевских сказок, «Чёрный котёл» начинает развиваться, только когда погружается во зло, в мир Рогатого Короля. Именно там анимация ослепительна и технически выполнена блестяще. «Ты должен верить в себя», — говорит Айлонви Тарану. Но у них нет ничего.
Журнал Time назвал увиденное «чудесным бестиарием». Кинокритик Ричард Шикель пишет следующее: когда злой король и его приспешники выпускают на волю ужасную армию мертвецов, на вопросы детей к отцу: «Всё будет хорошо?» есть два вероятных ответа: «Конечно, это картина Диснея» и «Заткнись». «Чёрный котёл» должен быть верен своей традиции, а не фольклористам, детским психологам и литературному миру, возможно, он более амбициозен, чем любой другой выпуск студии начала 2000-х годов. Важнее рейтинга PG выступает тот факт, что это первый мультфильм, который полностью является работой нового поколения художников, пришедших на смену Девяти старикам. Хотя в современную эпоху слишком дорого пытаться воссоздать детализированную и утончённую картину «Пиноккио», у аниматоров получилось передать изменения в выражении лиц персонажей одним-двумя штрихами, овладеть пластичностью движений и удовлетворить ностальгию зрителя по его детскому восторгу, а также потребность молодой аудитории в волшебстве.
Рой Дисней, племянник Уолта и член совета директоров, увидев черновой вариант, пришёл в ужас от чрезмерного насилия, которое тянуло на рейтинг R. Он предложил обрезать кровавые эпизоды, но признался продюсеру Джо Хэйлу: «Я просто не понимаю эту историю». Джеффри Катценберг из Walt Disney Animation Studios потребовал переделать заново, Хэйл ответил, что это невозможно. CEO Майкл Айснер отозвал Катценберга. Выпуск отложили на год, с удалением большого количества нежелательного материала и записью дополнительных диалогов. Когда мультфильм, наконец, вышел, он провалился в прокате. Не помогло даже то, что с пенсии вызвали самого Милта Каля. По мнению Collider, «царствование Диснея было официально закончено, они достигли дна». Компания разорилась и пришла в упадок до успеха «Кто подставил кролика Роджера». Такая «чёрная овца» могла достичь большего, если бы вышла за рамки мрачного сочетания. В XXI веке картина лучше не становится и выглядит небрежно и запутанно, с упрощёнными схемами.
В 2020 году Эд Пауэр из The Daily Telegraph отметил, что «Черный котёл» представлял собой одну из самых странных диснеевских вещей с полумифическим статусом. Этот период назван «Тёмным Диснеем», призванным привлечь более зрелую аудиторию, чтобы дистанцироваться от слащавости, дружеских и семейных ценностей, на которых дядя Уолт построил свою империю. Но компания и её фанаты согласились во мнении, что такого никогда не было. Увы, в спешке аниматоры и продюсер Джо Хэйл потеряли то, что делало оригинальный роман таким особенным. Обширная сага о совершеннолетии из пяти томов была втиснута в 80-минутный фильм. Незначительный злодей, Рогатый Король, выступил в роли Дарта Вейдера на том основании, что он выглядел впечатляюще на экране. К 1984 году стало ясно, что Дисней не может продолжать в том же духе. Катценберга уговорили уйти, но не раньше, чем тот достал Хэйла: «Плохо. Исправь».

## Фильм-ремейк
В 2016 году Дисней приобрел права на экранизацию серии романов «Хроники Придейна» и анонсировал проект на ранней стадии. Руководителем был назначен Сэм Дикерман. На 2020 год вопрос остался открытым, компания рассматривала разные варианты.